# カネツクロス
カネツクロス（欧字名:Kanetsu Cross、1991年3月18日 - 2017年12月21日）は、日本の競走馬。主な勝ち鞍に1995年のエプソムカップ、鳴尾記念、1996年のアメリカジョッキークラブカップ。
馬具の一種であるチークピーシズを日本の競走馬で初めて装着した馬とされている。

## 経歴

### 競走馬時代
美浦の西塚安夫厩舎に入厩。
1994年1月31日東京競馬場での新馬戦でデビューするも5着に敗れる。最初の3戦は柴田政人が騎乗していた。3戦目の未勝利戦、4戦目の500万下で連勝。
1994年12月の900万下から、後の主戦である的場均が騎乗する事になる。デビューから年があけて1995年の4月、中山競馬場で行われた1500万下の春風ステークスを皮切りに、メトロポリタンステークスも勝ち、重賞初挑戦となったエプソムカップも重賞未勝利ながらトップハンデを背負いつつ勝利した。
休みを挟んで毎日王冠ではスガノオージの10着に敗れたもののあくまでひと叩きであり、予定通り天皇賞（秋）に向かう予定だった。ところが、天皇賞に出走予定のナリタブライアンの不調が伝わっていたためか陣営が思っていた以上に天皇賞の登録馬が増えたため、賞金面で除外となる。予定を切り替えて次の週の京都競馬場で行われる菊花賞と同日のオープン特別である大原ステークスに出走することとなったが、今度は主戦の的場が東京のレースに先約があり騎乗できなくなったため、西塚の要請で横山典弘が騎乗することとなった。レースでは折り合いを欠いて向正面から先頭を切る形となったがそのまま押し切って勝利し、この勝利がこれまで好位から進めていたレースぶりを一変させるターニングポイントになった。次走も西下して鳴尾記念に出走、大原ステークスと同様にレース半ばからハナに立つ競馬となったがそのまま後続の追撃を凌いで連勝。年明けて出走した東京のアメリカジョッキークラブカップも逃げの手を打ち、上がり33.9秒の末脚で2着のオークス馬ダンスパートナー以下を全く寄せ付けず3連勝とした。
アメリカジョッキークラブカップの後、3月の日経賞に出走。ここでは的場が前走後に「GIを勝てるようなレースをしていく」と言っていたこともあり、ホッカイルソーの2着に終わったとはいえ天皇賞（春）に向け楽観視されていた。ところが、天皇賞前に挫石を発症して回避を余儀なくされ、仕切り直しの宝塚記念では2番人気に推されるもマヤノトップガンの6着に終わる。それからの走りは精彩を欠き、日本競馬史上初めてチークピーシズを装着するなど工夫も行われたが効果を上げるに至らず、結局一つも勝つ事が出来ないまま1997年の有馬記念を最後に引退した。

### 引退後
引退後は種牡馬にはならず、生まれ故郷のカネツ牧場で余生を過ごしていた。1998年より一度名馬のふるさとステーションに移動したが、戻っている。その後、2017年12月21日に死亡。26歳没。。
なお、1995年の鳴尾記念と翌年のアメリカジョッキークラブカップ、日経賞は管理する西塚安夫調教師が馬主名義貸しに関与した件で調教停止処分を受けたため、一時的に堀井雅広厩舎へ転厩しており、堀井調教師の管理の元で出走している。日経賞の後に西塚調教師の処分が明け、西塚厩舎に戻っている。西塚は、自身の死の前年に息子で調教助手の西塚信人とともにカネツクロスに会いに行っている。

## 競走成績
以下の内容は、netkeiba.comおよびJBISサーチに基づく。
| 年月日     | 競馬場 | 競走名          | 格   | 距離（馬場）  | 頭 数 | 枠 番 | 馬 番 | オッズ（人気） | 着順 | タイム （上り3F） | 着差  | 騎手     | 斤量 （kg） | 勝ち馬/（2着馬）     |
| ---------- | ------ | --------------- | ---- | ------------- | ----- | ----- | ----- | -------------- | ---- | ----------------- | ----- | -------- | ----------- | -------------------- |
| 1994.01.31 | 東京   | 4歳新馬         |      | ダ1400m（良） | 14    | 1     | 1     | 05.1（2人）    | 5着  | 1:28.9 (40.1)     | -0.9  | 柴田政人 | 55          | インタークレバー     |
| 0000.02.14 | 東京   | 4歳新馬         |      | ダ1400m（重） | 14    | 8     | 13    | 04.5（2人）    | 2着  | 1:26.0 (37.5)     | -0.7  | 柴田政人 | 55          | タイキブリザード     |
| 0000.03.13 | 中山   | 4歳未勝利       |      | ダ1200m（稍） | 16    | 5     | 9     | 01.3（1人）    | 1着  | 1:12.8 (37.4)     | -0.7  | 柴田政人 | 55          | （ピュアローズ）     |
| 0000.05.29 | 東京   | 4歳500万下      |      | ダ1600m（稍） | 15    | 1     | 1     | 04.2（2人）    | 1着  | 1:37.6 (37.1)     | -0.4  | 武豊     | 55          | （カミノシンゲキ）   |
| 0000.06.26 | 福島   | しゃくなげS     | 900  | 芝1700m（良） | 11    | 5     | 5     | 03.1（1人）    | 4着  | 1:42.1 (36.1)     | -0.1  | 蛯名正義 | 55          | タイキパイソン       |
| 0000.07.10 | 福島   | さくらんぼS     | 900  | 芝2000m（良） | 13    | 3     | 3     | 03.0（2人）    | 9着  | 2:04.0 (38.6)     | -0.4  | 蛯名正義 | 55          | ウインドフィールズ   |
| 0000.12.03 | 中山   | 4歳上900万下    |      | ダ1800m（良） | 9     | 7     | 7     | 04.1（2人）    | 4着  | 1:54.9 (38.6)     | -0.7  | 的場均   | 55          | イースタンヤング     |
| 0000.12.24 | 中山   | 霞ケ浦特別      | 900  | ダ1800m（良） | 13    | 6     | 9     | 02.6（1人）    | 2着  | 1:53.5 (38.7)     | -0.1  | 的場均   | 56          | キャンドルタイム     |
| 1995.01.21 | 中山   | 頌春賞          | 900  | ダ1800m（良） | 8     | 4     | 4     | 01.3（1人）    | 1着  | 1:53.8 (37.7)     | -0.8  | 的場均   | 56          | （キルトフォーユー） |
| 0000.02.25 | 中山   | 内外タイムス杯  | 1500 | ダ1800m（良） | 14    | 4     | 7     | 04.0（3人）    | 2着  | 1:53.4 (38.5)     | -0.3  | 的場均   | 56          | マイネルバロン       |
| 0000.04.08 | 中山   | 春風S           | 1500 | ダ1800m（稍） | 13    | 5     | 7     | 02.0（1人）    | 1着  | 1:51.2 (37.5)     | -0.0  | 的場均   | 56.5        | （キャンドルタイム） |
| 0000.04.30 | 東京   | メトロポリタンS | OP   | 芝2300m（稍） | 8     | 6     | 6     | 07.4（4人）    | 1着  | 2:19.2 (35.0)     | -0.8  | 的場均   | 55          | （ナカミアンデス）   |
| 0000.06.10 | 東京   | エプソムC       | GIII | 芝1800m（重） | 13    | 5     | 6     | 02.7（1人）    | 1着  | 1:48.0 (35.1)     | -0.0  | 的場均   | 56.5        | （スガノオージ）     |
| 0000.10.08 | 東京   | 毎日王冠        | GII  | 芝1800m（重） | 14    | 3     | 3     | 13.0（5人）    | 10着 | 1:50.0 (36.1)     | -1.6  | 的場均   | 57          | スガノオージ         |
| 0000.11.05 | 京都   | 大原S           | OP   | 芝2400m（良） | 8     | 5     | 5     | 04.8（3人）    | 1着  | 2:25.1 (35.8)     | -0.1  | 横山典弘 | 57.5        | （ヤマニンリコール） |
| 0000.12.09 | 阪神   | 鳴尾記念        | GII  | 芝2500m（良） | 12    | 2     | 2     | 02.8（1人）    | 1着  | 2:31.3 (35.5)     | -0.1  | 的場均   | 57          | （スギノブルボン）   |
| 1996.01.21 | 東京   | AJCC            | GII  | 芝2200m（良） | 9     | 4     | 4     | 02.1（1人）    | 1着  | 2:15.0 (33.9)     | -0.3  | 的場均   | 58          | （ダンスパートナー） |
| 0000.03.17 | 中山   | 日経賞          | GII  | 芝2500m（不） | 11    | 7     | 9     | 01.4（1人）    | 2着  | 2:37.3 (37.1)     | -0.0  | 的場均   | 58          | ホッカイルソー       |
| 0000.07.07 | 阪神   | 宝塚記念        | GI   | 芝2200m（良） | 13    | 8     | 12    | 04.6（2人）    | 6着  | 2:12.7 (35.4)     | -0.7  | 的場均   | 58          | マヤノトップガン     |
| 0000.10.06 | 東京   | 毎日王冠        | GII  | 芝1800m（良） | 12    | 5     | 6     | 10.4（7人）    | 4着  | 1:46.1 (35.1)     | -0.3  | 的場均   | 58          | アヌスミラビリス     |
| 0000.10.27 | 東京   | 天皇賞（秋）    | GI   | 芝2000m（良） | 17    | 7     | 14    | 13.7（5人）    | 11着 | 1:59.7 (35.7)     | -1.0  | 的場均   | 58          | バブルガムフェロー   |
| 0000.11.24 | 東京   | ジャパンC       | GI   | 芝2400m（良） | 15    | 7     | 13    | 29.6（9人）    | 14着 | 2:26.9 (39.3)     | -3.1  | 的場均   | 57          | シングスピール       |
| 0000.12.22 | 中山   | 有馬記念        | GI   | 芝2500m（良） | 14    | 2     | 2     | 34.1（11人）   | 8着  | 2:35.6 (38.6)     | -1.8  | 的場均   | 56          | サクラローレル       |
| 1997.01.19 | 中山   | AJCC            | GII  | 芝2200m（良） | 9     | 3     | 3     | 03.8（2人）    | 6着  | 2:15.5 (37.8)     | -0.6  | 的場均   | 58          | ローゼンカバリー     |
| 0000.02.16 | 東京   | フェブラリーS   | GI   | ダ1600m（不） | 16    | 2     | 4     | 19.1（7人）    | 13着 | 1:39.3 (39.0)     | -3.3  | 的場均   | 57          | シンコウウインディ   |
| 0000.11.16 | 京都   | マイルCS        | GI   | 芝1600m（良） | 18    | 8     | 16    | 187.7（18人）  | 17着 | 1:37.9 (39.2)     | -4.6  | 的場均   | 57          | タイキシャトル       |
| 0000.12.07 | 中京   | 愛知杯          | GIII | 芝2000m（良） | 16    | 7     | 14    | 20.3（8人）    | 16着 | 2:05.1 (40.5)     | -4.5  | 菊沢隆徳 | 58          | サクラエキスパート   |
| 0000.12.21 | 中山   | 有馬記念        | GI   | 芝2500m（良） | 16    | 4     | 7     | 90.5（14人）   | 16着 | 2:46.7 (48.3)     | -11.9 | 的場均   | 56          | シルクジャスティス   |

## 血統表
| カネツクロスの血統            | カネツクロスの血統                                | カネツクロスの血統                                | （血統表の出典）                                  | （血統表の出典）                   |
| 父系                          | フォルティノ系（グレイソヴリン系 / ナスルーラ系） | フォルティノ系（グレイソヴリン系 / ナスルーラ系） | フォルティノ系（グレイソヴリン系 / ナスルーラ系） | [ § 2 ]                            |
| 父 タマモクロス 1984 芦毛     | 父の父シービークロス 1975 芦毛                    | *フォルティノ Fortino                             | Gray Sovereign                                    | Gray Sovereign                     |
| 父 タマモクロス 1984 芦毛     | 父の父シービークロス 1975 芦毛                    | *フォルティノ Fortino                             | Ranavalo                                          |                                    |
| 父 タマモクロス 1984 芦毛     | 父の父シービークロス 1975 芦毛                    | ズイショウ                                        | *パーソロン Partholon                             | *パーソロン Partholon              |
| 父 タマモクロス 1984 芦毛     | 父の父シービークロス 1975 芦毛                    | ズイショウ                                        | キムラス                                          |                                    |
| 父 タマモクロス 1984 芦毛     | 父の母グリーンシャトー 1974 栗毛                  | *シャトーゲイ Chateaugay                          | Swaps                                             | Swaps                              |
| 父 タマモクロス 1984 芦毛     | 父の母グリーンシャトー 1974 栗毛                  | *シャトーゲイ Chateaugay                          | Banquet Bell                                      |                                    |
| 父 タマモクロス 1984 芦毛     | 父の母グリーンシャトー 1974 栗毛                  | クインビー                                        | *テューダーペリオッド Tudor Period                | *テューダーペリオッド Tudor Period |
| 父 タマモクロス 1984 芦毛     | 父の母グリーンシャトー 1974 栗毛                  | クインビー                                        | コーサ                                            |                                    |
| 母 マウントソブリン 1984 鹿毛 | 母の父*ラッキーソブリン Lucky Sovereign 1974 鹿毛 | Nijinsky                                          | Northern Dancer                                   | Northern Dancer                    |
| 母 マウントソブリン 1984 鹿毛 | 母の父*ラッキーソブリン Lucky Sovereign 1974 鹿毛 | Nijinsky                                          | Flaming Page                                      |                                    |
| 母 マウントソブリン 1984 鹿毛 | 母の父*ラッキーソブリン Lucky Sovereign 1974 鹿毛 | Sovereign                                         | Pardao                                            | Pardao                             |
| 母 マウントソブリン 1984 鹿毛 | 母の父*ラッキーソブリン Lucky Sovereign 1974 鹿毛 | Sovereign                                         | Urshalim                                          |                                    |
| 母 マウントソブリン 1984 鹿毛 | 母の母マルイチアサコ 1972 黒鹿毛                  | *テスコボーイ Tesco Boy                           | Princely Gift                                     | Princely Gift                      |
| 母 マウントソブリン 1984 鹿毛 | 母の母マルイチアサコ 1972 黒鹿毛                  | *テスコボーイ Tesco Boy                           | Suncourt                                          |                                    |
| 母 マウントソブリン 1984 鹿毛 | 母の母マルイチアサコ 1972 黒鹿毛                  | スズダマシイ                                      | トサミドリ                                        | トサミドリ                         |
| 母 マウントソブリン 1984 鹿毛 | 母の母マルイチアサコ 1972 黒鹿毛                  | スズダマシイ                                      | ミチモア                                          |                                    |
| 母系(F-No.)                   | 22号族(FN:22)                                     | 22号族(FN:22)                                     | 22号族(FN:22)                                     | [ § 3 ]                            |
| 5代内の近親交配               | Nasrullah 5×5×5=9.38%                             | Nasrullah 5×5×5=9.38%                             | Nasrullah 5×5×5=9.38%                             | [ § 4 ]                            |
| 出典                          | 1. 2. 3. 4.                                       | 1. 2. 3. 4.                                       | 1. 2. 3. 4.                                       | 1. 2. 3. 4.                        |

- 半妹マウントモガミの曾孫に2022年新潟2歳ステークス勝ち馬のキタウイングがいる。